# Раутледж, Уэйн
Уэ́йн Не́вилл Э́нтони Ра́утледж (англ. Wayne Neville Anthony Routledge; род. 7 января 1985, Сидкап, Большой Лондон) — английский футболист, полузащитник. Привлекался в сборные Англии до 16, до 19 и до 21 года.

## Клубная карьера

### «Астон Вилла»
30 января 2008 Раутледж был куплен «Астон Виллой» за 1 250 000 фунтов. Контракт с футболистом был заключён сроком на 18 месяцев. Он отметился голом в дебютном матче за резервный состав против «Дерби», закончившимся со счётом 6:0. Дебют за первую команду состоялся 5 апреля 2008 года в матче против «Болтона». Он вышел на замену вместо Стиляна Петрова на 86-й минуте, когда счёт уже был 4:0 в пользу «Астон Виллы».
10 июля 2008 года Раутледж стал предметом критики от председателя «Кристал Пэласа» Саймона Джордана. Джордан давал интервью о теперь уже экс-полузащитнике «Пэлас» Джоне Бостоке, во время которого он привёл Уэйна в качестве примера того, как молодой игрок покинул команду, чтобы присоединиться к «Тоттенхэму».
«Когда Шпоры приехали на его просмотр, я сказал Уэйну, что ему лучше оставаться в клубе и не торопиться с переходом. Но он пошёл, погнавшись за большими деньгами, и теперь он в „Вилле“, не проходящий в первую команду, точно так же, как он не проходил в команду „Шпор“, точно так же, как он не проходил в команду „Портсмута“ и точно так же, как он не входил в команду „Фулхэма“.»

### «Куинз Парк Рейнджерс»
По окончании срока аренды в «Кардиффе», Раутледж подписал контракт с их конкурентами по Чемпионшипу «Куинз Парк Рейнджерс» сроком на три с половиной года. Плата за футболиста составила 600 000 фунтов. Уэйн дебютировал за новый клуб 10 января в матче против «Ковентри», закончившимся ничьей 1:1. Уже в следующей игре на поле «Дерби Каунти» Раутледж забил гол.
11 августа во втором тайме матча Кубка лиги против «Эксетера» Раутледж сделал хет-трик. Он также сумел забить мяч в игре против «Аккрингтон Стэнли», закрепив победу во втором раунде Кубка лиги.

### «Ньюкасл Юнайтед»
26 января 2010 Раутледж расписался в контракте с «Ньюкасл Юнайтед». Сумма сделки не разглашалась. Соглашение было рассчитано на три с половиной года. Придя в новую команду Раутледж взял себе футболку с номером 10. Он дебютировал за «Ньюкасл» уже день спустя в матче против своего бывшего клуба «Кристал Пэлас». Заменив Питера Левенкрандса он отличился тем, что отдал голевой пас Найлу Рейнджеру, который и оформил окончательный счёт 2:0. Раутледж забил свой первый гол за «Ньюкасл» в матче Чемпионшипа против «Ковентри». Прекрасным ударом с лёта с 30 ярдов он сравнял счет в матче, который в итоге завершился убедительной победой сорок со счётом 4:1. Свой второй гол Раутледж забил в ворота «Блэкпула». Матч тогда также завершился победой 4:1. Раутледж забил свой третий гол 19 апреля 2010 года, обыграв вратаря «Плимута» и обеспечив досрочную победу «Ньюкасла» в Чемпионшипе.
Набрав хорошую форму Раутледж неизменно начинал играть в стартовом составе «Ньюкасла» в качестве правого полузащитника в течение первых пяти игр Премьер-лиги. За это время клуб сумел набрать семь очков и 18 сентября 2010 года занимал пятое место в турнирной таблице. После этого Раутледж потерял место в основе перебравшись на скамейку запасных. Превосходная форма Бартона, которого Хьютон поставил на правый фланг, вместе с центральной линией Нолан — Тиоте, не оставляли шансов Уэйну для появления в стартовом составе. «Ньюкасл» победил в двух следующих матчах, разгромив конкурентов из «Сандерленда» 5:1, и сенсационно переиграв «Арсенал» в гостях. Раутледж возвратился на поле 27 ноября в матче против «Челси», завершившимся со счётом 1:1.
21 января 2011 года Уэйн был отдан в аренду «Куинз Парк Рейнджерс». Соглашение рассчитано до конца сезона. В первом же матче за новый клуб Раутледж отметился забитым мячом.

## Достижения
«Ньюкасл Юнайтед»
- Победитель Чемпионата Футбольной лиги: 2009/10

«Суонси Сити»
- Обладатель Кубка лиги: 2012/13